# 사카이 다다토시 (1813년)
사카이 다다토시(일본어: 酒井忠禄, 1813년 8월 4일 ~ 1873년 12월 5일)는 에도 시대 후기부터 막말까지의 다이묘이다. 와카사 오바마번 제12대, 마지막 번주를 지냈다. 오바마 번 사카이가(小浜藩酒井家) 제13, 15대 당주.
| 전임 사카이 다다요리 사카이 다다우지 | 제13, 15대 사카이가 우타노카미계 다다토시류 당주 1834년 ~ 1862년 1868년 ~ 1873년 | 후임 사카이 다다우지 사카이 다다미치 |

| 전임 사카이 다다요리 사카이 다다우지 | 제12, 14대 오바마번 번주 (사카이가 우타노카미계 다다토시류) 1834년 ~ 1862년 1868년 ~ 1871년 | 후임 사카이 다다우지 폐번치현 |

| 전임 마키노 다다마사 혼다 다다모토 | 제48, 52대 교토소사대 1843년 ~ 1850년 1858년 ~ 1862년 | 후임 나이토 노부치카 마쓰다이라 무네히데 |